# Захаров-Мейер, Лев Николаевич
Лев Николаевич Захаров-Мейер (иногда Мейер-Захаров, настоящая фамилия Захаров; 30 сентября (12 октября) 1899, Новогеоргиевск, Царство Польское — 10 августа 1937, Москва) — организатор и первый руководитель ЭПРОН, помощник начальника Разведупра, корпусной комиссар (1936). Расстрелян в 1937 году, реабилитирован посмертно.

## Биография

### Образование
Родился 30 сентября (12 октября) 1899 года в крепости Новогеоргиевск Царства Польского (ныне Модлин) в дворянской семье военного чиновника Захарова (псевдоним Мейер взял в честь друга, погибшего в 1-й Мировой войне). Учился на казенный счет в Московском 1-м кадетском корпусе благодаря деду Ивану Захарову - участнику Севастопольской обороны 1854-1855 годов, дети и внуки севастопольских ветеранов имели право на казенное воспитание.
В 1916 году закончил корпус и поступил в Михайловское артиллерийское училище, ускоренный курс которого окончил в феврале 1917 года. В 1935 году закончил Специальный факультет Военной академии РККА имени М. В. Фрунзе.

### Служба
По окончании училища был направлен в 1-ю запасную артиллерийскую бригаду, из которой в марте 1917 года убыл в действующую армию. Служил младшим офицером в 18-й артиллерийской бригаде 5-й армии. Подпоручик. После Февральской революции избирался членом батарейного и бригадного комитетов солдатских депутатов.
С мая 1918 года в РККА. До августа 1918 года — начальник охраны Высшего Военного Совета. Член РКП(б) с 1918 года. В августе 1918 года — мае 1919 года — в Народном комиссариате путей сообщения в должности инструктора Всевобуча.
В мае 1919 года был направлен на работу в Особый отдел ВЧК, где исполнял должности помощника начальника и начальника активного отдела, а затем — начальника информационного отдела; являлся порученцем Ф. Э. Дзержинского. В ноябре 1919 года — апреле 1920 года — командир учебной батареи Туркестанского фронта. С апреля 1920 года — помощник начальника оперативного отделения Особого отдела ВЧК. В 1921—1922 годах — помощник управляющего делами НКИД и управляющий делами Центрального бюро по обслуживанию иностранцев в Москве. В 1922—1923 годах — заместитель начальника Особого отдела ОГПУ. В 1922 году при создании комиссар, в 1923—1930 годах — начальник ЭПРОН ОГПУ. В 1924—1929 годах — начальник Особого отдела Московского военного округа. В 1929—1930 годах — начальник Подмосковного окружного отдела ОГПУ. В феврале 1930 года он обратился с просьбой освободить его от чекистской работы и оставить только в экспедиции, рапорт имел прямо противоположное действие. 28 июня 1930 года приказом по ОГПУ Льва Мейера освободили от должности руководителя ЭПРОН, а саму разросшуюся до 750 сотрудников организацию в январе 1931 года передали из ОГПУ в ведение Наркомата путей сообщения. В 1930—1933 годах — заместитель полномочного представителя ОГПУ по Нижне-Волжскому краю. В 1933 году — помощник начальника ГУЛАГ, начальник Центральной школы ОГПУ.
С 1935 года — помощник начальника Разведывательного управления РККА.

### Осуждение и реабилитация
Проживал в Москве на Арбате, по адресу Серебряный переулок, дом 11, квартира 24. Арестован 11 июня 1937 по дороге из Севастополя в Москву. Внесён в сталинский расстрельный список «Москва-центр» от 31 июля 1937 года («за» 1-ю категорию Сталин, Молотов, Каганович, Жданов, Ворошилов). Осуждён Военной коллегией Верховного Cуда СССР по обвинению в «шпионской деятельности» 10 августа 1937 года, в тот же день расстрелян в числе более 60 осуждённых.
Похоронен на территории Донского кладбища в общей могиле (в тот день расстрелянные не кремировались). Определением Военной коллегии Верховного Суда СССР от 8 февраля 1956 года посмертно реабилитирован.

### Звания
- подпоручик;
- корпусной комиссар (17.01.1936).

### Награды
- орден Красного Знамени «За борьбу с контрреволюцией» (16.12.1927):
- орден Красной Звезды (16.12.1936);
- знак Почётного работника ВЧК—ГПУ XV (20 декабря 1932: «За особые заслуги в борьбе за укрепление диктатуры пролетариата и непосредственное участие в оперативно-боевой работе органов и войск ОГПУ по борьбе с контрреволюцией»);
- грамота от Коллегии ОГПУ и боевое оружие — пистолет системы «Маузер» (18 декабря 1927: «К Х-летию образования органов ВЧК—ГПУ»);
- золотые именные часы (23 февраля 1928: «от Московского Совета — к Х-летию РККА»);
- благодарность РВС СССР (20 сентября 1928: "За успешный подъём английской подводной лодки «L-55»).

## Публикации
После ареста и гибели Льва Николаевича уцелел его небольшой эпроновский архив, сегодня это источник уникальных, из первых рук, сведений о работах экспедиции в 1923—1931. В 1931 он составил обширную деловую «Хронологию» ЭПРОН, этакий свой каталог кораблей, а в середине 1930-х писал научно-популярную книгу «Тёмно-голубой мир», редактором которой согласился быть Максим Горький. Рукопись повести, завершённой осенью 1936 и в декабре переданной в издательство, погибла в огне октябрьской московской паники в 1941. У его сестры, известного историка-американиста М. Н. Захаровой (1906—1984), сохранились лишь несколько глав, в том числе «Его Величества субмарина L-55» — о нахождении и подъёме в 1927—1928 со дна Балтики знаменитой английской подводной лодки, потопленной советскими моряками летом 1919. В сокращении эта глава публиковалась в журнале «Советский моряк» (1959. № 4, 5), и изъятыми оказались показавшиеся натуралистическими, но очень выразительные детали передачи Англии останков её моряков. Архив сохранил и немало подлинных документов самой ЭПРОН — приказы, сметы, переписку, фотографии, на основе которых в 1989 О. Т. Леонтьева — известный музыковед, его племянница и семейный летописец, написала воспоминания-хронику «Над старыми фотографиями», несколько глав которой посвящены ЭПРОН и её основателю. В музей от его дочери С. Л. Оболенской поступили его фотопортрет, предметы с английской подводной лодки «Л-55», поднятые со дна Балтийского моря, пилотка испанского образца и другое.